# بيرلي بي. غاردنر
بيرلي بي. غاردنر (بالإنجليزية: Burleigh B. Gardner)‏ هو اقتصادي وعالم إنسان أمريكي، ولد في 4 ديسمبر 1902، وتوفي في 1988.